# Sent German de Calbèrta
Sent German de Calbèrta (en francès Saint-Germain-de-Calberte) és un municipi del departament francès del Losera, a la regió d'Occitània.